# Уэбб, Филипп Баркер
Филипп Баркер Уэбб (англ. Philip Barker Webb; 10 июля 1793, Суррей — 31 августа 1854, Париж) — английский ботаник и систематик, автор наименований некоторых таксонов ботанической (бинарной) номенклатуры, к латинским названиям которых добавляется его фамилия (Webb).

## Биография
Филипп Баркер Уэбб родился 10 июля 1793 года в богатой аристократической семье.
В 1815 году он получил степень бакалавра искусств, 25 марта 1824 года был избран членом Лондонского королевского общества. Он был также членом Лондонского общества антикваров, Лондонского Линнеевского общества и Геологического общества Лондона.
Филипп Баркер Уэбб умер в Париже 31 августа 1854 года.

## Научная деятельность
Филипп Баркер Уэбб специализировался на папоротниковидных, водорослях и на семенных растениях.

### Научные работы
- L’Histoire Naturelle des Îles Canaries, 9 Bände, Париж 1836—1844.
- Iter hispaniense, 1838.
- Otia hispanica, 1839 и 1853.